# Roschanka
Roschanka (ukrainisch und russisch Рожанка; polnisch Różanka) ist ein Dorf in der westukrainischen Oblast Lwiw mit etwa 690 Einwohnern.
Am 17. August 2017 wurde das Dorf ein Teil der neugegründeten Stadtgemeinde Kamjanka-Buska (Кам'янка-Бузька міська громада Kamjanka-Buska miska hromada), bis dahin gehörte es mit vier anderen Dörfern zur Landratsgemeinde Subiw Mist (Зубів Міст).
Am 12. Juni 2020 wurde das Dorf, welches bis dahin im Rajon Kamjanka-Buska lag, ein Teil des neu gegründeten Rajons Lwiw.

## Geschichte
Der Ort wurde etwa im Jahre 1844 gegründet und nach Rozalia Róża geborene Wierzbicka benannt.
Im Jahre 1900 hatte die Gemeinde Różanka mit dem Ortsteil Ignacówka 78 Häuser (18 in Ignacówka) mit 491 Einwohnern (95 in Ignacówka), davon 384 polnischsprachige (72 in Ignacówka), 33 deutschsprachige (17 in Ignacówka), 72 ruthenischsprachige (6 in Ignacówka), 340 römisch-katholische (41 in Ignacówka), 73 griechisch-katholische (6 in Ignacówka), 65 Juden (22 in Ignacówka), 43 anderen Glaubens (26 in Ignacówka).
Nach dem Ende des Polnisch-Ukrainischen Kriegs 1919 kam die Gemeinde zu Polen. Im Jahre 1921 hatte sie (mit dem Ortsteil Ignacówka) 80 Häuser mit 485 Einwohnern, davon 456 Polen, 29 Deutschen, 378 römisch-katholische, 71 griechisch-katholische, 16 evangelische, 20 Juden (Religion). Der Ortsteil Ignacówka hatte 18 Häuser mit 85 Einwohnern, davon alle Polen, 55 römisch-katholische, 10 griechisch-katholische, 8 evangelische, 11 Juden.
Im Zweiten Weltkrieg gehörte der Ort zuerst zur Sowjetunion und ab 1941 zum Generalgouvernement, ab 1945 wieder zur Sowjetunion, heute zur Ukraine.